# Heidelberg, Minnesota
Heidelberg är en ort i Le Sueur County i delstaten Minnesota, USA.